# Angola op de Olympische Zomerspelen 1992
Angola nam deel aan de Olympische Zomerspelen 1992 in Barcelona, Spanje. Het was de derde olympische deelname van het Afrikaanse land.

## Deelnemers en resultaten per onderdeel

### Atletiek
| Olympiër                 | Discipline             | Resultaat | Prestatie                      |
| ------------------------ | ---------------------- | --------- | ------------------------------ |
| Afonso Ferraz            | 100 m (m)              | 71e       | serie 9: 7e in 11,32           |
| João Francisco Capindica | 400 m (m)              | 48e       | serie 9: 7e in 47,44           |
| João N'Tyamba            | 800 m (m)              | 28e       | serie 5: 5e in 1.48,54         |
| João N'Tyamba            | 1500 m (m)             | 25e       | serie 2: 7e in 3.39,54 (NR)    |
| António dos Santos       | hink-stap-springen (m) | 40e       | kwalificatie A: 20e met 15,48m |
|                          |                        |           |                                |
| Ana Isabel Elias         | 1500 m (v)             | 36e       | serie 3: 14e in 4.33,66        |
| Ana Isabel Elias         | 3000 m (v)             | 33e       | serie 1: 10e in 9.58,82        |

### Basketbal
| Olympiër | Discipline | Resultaat | Prestatie |
| --- | ---------- | --------- | --------- |
| Herlander Coimbra Jean-Jacques da Conceição Victor de Carvalho David Dias José Carlos Guimarães Paulo Macedo Aníbal Moreira Benjamim João Romano Nelson Sardinha Manuel Sousa Benjamim Ucuahamba Ângelo Victoriano | mannen     | 10e       |           |

| Groep A |                  |             |             |             |            |            |            |        |
| #       | Land             | Wedstrijden | Wedstrijden | Wedstrijden | Doelpunten | Doelpunten | Doelpunten | Punten |
| #       | Land             | G           | W           | V           | V          | T          | Saldo      | Punten |
| 1       | Verenigde Staten | 5           | 5           | 0           | 579        | 350        | +229       | 10     |
| 2       | Kroatië          | 5           | 4           | 1           | 423        | 400        | +23        | 9      |
| 3       | Brazilië         | 5           | 2           | 3           | 420        | 463        | -43        | 7      |
| 4       | Georgië          | 5           | 2           | 3           | 369        | 432        | -63        | 7      |
| 5       | Angola           | 5           | 1           | 4           | 324        | 392        | -68        | 6      |
| 6       | Spanje           | 5           | 1           | 4           | 398        | 476        | -78        | 6      |

| Ronde        | Datum | Lokale tijd | MEZT      | Plaats   | Land   | Score            | Land |
| ------------ | ----- | ----------- | --------- | -------- | ------ | ---------------- | ---- |
| Groepsfase   |       |             |           |          |        |                  |      |
| 26 juli      | 16:30 | 16:30       | Barcelona | Angola   | 48-116 | Verenigde Staten |      |
| 27 juli      | 14:30 | 14:30       | Barcelona | Angola   | 63-64  | Duitsland        |      |
| 29 juli      | 11:30 | 11:30       | Barcelona | Brazilië | 76-66  | Angola           |      |
| 31 juli      | 11:30 | 11:30       | Barcelona | Spanje   | 63-83  | Angola           |      |
| 2 augustus   | 11:30 | 11:30       | Barcelona | Kroatië  | 73-64  | Angola           |      |
| 9-12e plaats |       |             |           |          |        |                  |      |
| 4 augustus   | 09:30 | 09:30       | Barcelona | Angola   | 79-69  | China            |      |
| 9-10e plaats |       |             |           |          |        |                  |      |
| 6 augustus   | 11:00 | 11:00       | Barcelona | Angola   | 75-78  | Spanje           |      |

### Boksen
| Olympiër        | Discipline | Resultaat | Prestatie                          |
| --------------- | ---------- | --------- | ---------------------------------- |
| Francisco Moniz | -67kg (m)  | 10e       | 1e ronde: V van AUS Scriggins: 2-6 |

### Judo
| Olympiër            | Discipline | Resultaat | Prestatie |
| ------------------- | ---------- | --------- | --------- |
| Francisco de Souza  | -60kg (m)  | 23e       |           |
| José Maria de Jesús | -65kg (m)  | 34e       |           |
| João de Souza       | -78kg (m)  | 22e       |           |
| Moisés Torres       | -95kg (m)  | 13e       |           |

### Zeilen
| Olympiër                    | Discipline | Resultaat | Prestatie                         |
| --------------------------- | ---------- | --------- | --------------------------------- |
| João Neto                   | finn (m)   | 28e       | 195 punten (33-33-31-32-34-33-33) |
| Luvambu Filipe Eliseu Ganda | 470 (m)    | 37e       | 248 punten (39-40-40-43-43-44-43) |

### Zwemmen
| Olympiër    | Discipline           | Resultaat | Prestatie              |
| ----------- | -------------------- | --------- | ---------------------- |
| Pedro Lima  | 50m vrije slag (m)   | 43e       | serie 5: 4e in 24,14   |
| Pedro Lima  | 100m vlinderslag (m) | 53e       | serie 3: 6e in 58,37   |
|             |                      |           |                        |
| Nádia Cruz  | 100m schoolslag (v)  | 41e       | serie 1: 4e in 1.21,50 |
| Elsa Freire | 50m vrije slag (v)   | 50e       | serie 1: 6e in 30,17   |
| Elsa Freire | 100m vrije slag (v)  | 48e       | serie 1: 8e in 1.05,45 |
| Elsa Freire | 100m vlinderslag (v) | 48e       | serie 1: 5e in 1.10,17 |

Albanië · Algerije · Amerikaanse Maagdeneilanden · Amerikaans-Samoa · Andorra · Angola · Antigua en Barbuda · Argentinië · Aruba · Australië · Bahama's · Bahrein · Bangladesh · Barbados · België · Belize · Benin · Bermuda · Bhutan · Bolivia · Bosnië en Herzegovina · Botswana · Brazilië · Britse Maagdeneilanden · Bulgarije · Burkina Faso · Canada · Centraal-Afrikaanse Republiek · Chili · China · Chinees Taipei · Colombia · Congo-Brazzaville · Cookeilanden · Costa Rica · Cuba · Cyprus · Denemarken · Djibouti · Dominicaanse Republiek · Duitsland · Ecuador · Egypte · El Salvador · Equatoriaal-Guinea · Estland · Ethiopië · Fiji · Filipijnen · Finland · Frankrijk · Gabon · Gambia · Gezamenlijk team · Ghana · Grenada · Griekenland · Groot-Brittannië · Guam · Guatemala · Guinee · Guyana · Haïti · Honduras · Hongarije · Hongkong · Ierland · IJsland · India · Indonesië · Irak · Iran · Israël · Italië · Ivoorkust · Jamaica · Japan · Jemen · Jordanië · Kaaimaneilanden · Kameroen · Kenia · Koeweit · Kroatië · Laos · Lesotho · Letland · Libanon · Libië · Liechtenstein · Litouwen · Luxemburg · Madagaskar · Malawi · Malediven · Maleisië · Mali · Malta · Marokko · Mauritanië · Mauritius · Mexico · Monaco · Mongolië · Mozambique · Myanmar · Namibië · Nederland · Nederlandse Antillen · Nepal · Nicaragua · Nieuw-Zeeland · Niger · Nigeria · Noord-Korea · Noorwegen · Oeganda · Oman · Oostenrijk · Pakistan · Panama · Papoea-Nieuw-Guinea · Paraguay · Peru · Polen · Portugal · Puerto Rico · Qatar · Roemenië · Rwanda · Saint Vincent‑Grenadines · Salomonseilanden · Samoa · San Marino · Saoedi-Arabië · Senegal · Seychellen · Sierra Leone · Singapore · Slovenië · Soedan · Spanje · Sri Lanka · Suriname · Swaziland · Syrië · Tanzania · Thailand · Togo · Tonga · Trinidad en Tobago · Tsjaad · Tsjecho-Slowakije · Tunesië · Turkije · Uruguay · Vanuatu · Venezuela · Verenigde Arabische Emiraten · Verenigde Staten · Vietnam · Zaïre · Zambia · Zimbabwe · Zuid-Afrika · Zuid-Korea · Zweden · Zwitserland · Onafhankelijke olympische deelnemers